# Sainte-Maxime
Sainte-Maxime (okzitanisch Santa Maxima oder Santo Massimo) ist eine französische Gemeinde mit 14.394 Einwohnern (Stand 1. Januar 2022) an der Mittelmeerküste (Côte d’Azur) im Département Var in der Region Provence-Alpes-Côte d’Azur. Sie ist Hauptort des Kantons Sainte-Maxime im Arrondissement Draguignan.

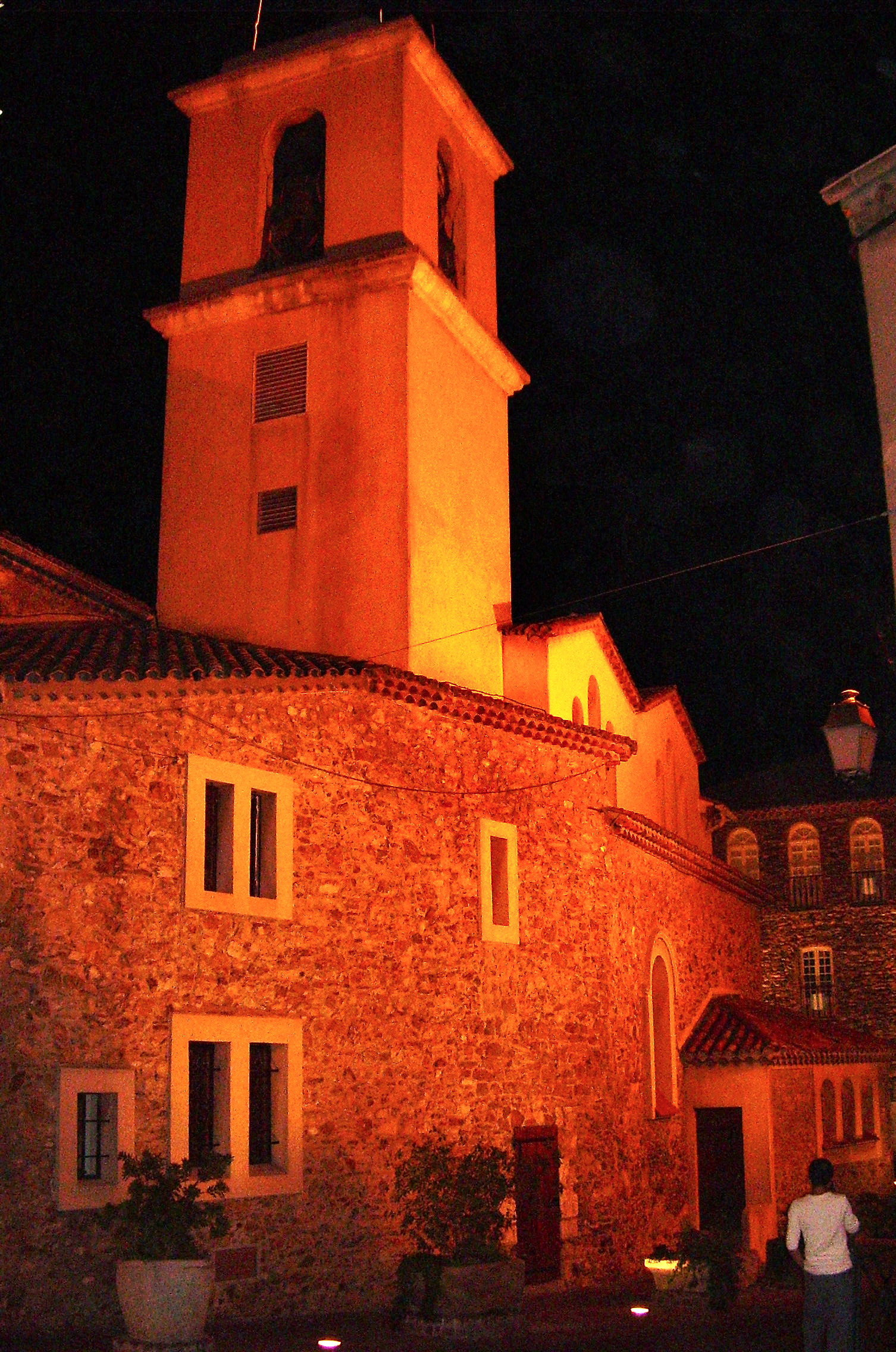
Die Kirche von Sainte-Maxime

## Geographie
Sainte-Maxime liegt im Norden des Golfs von Saint-Tropez. Die bewaldeten Hügel des Maurenmassivs schützen den Ort vor dem Mistral. Das Klima ist mild (siehe auch Mittelmeerklima). Zu den exklusivsten Wohnlagen gehören die Domaine du Golf de Sainte-Maxime und die Domaine de Beauvallon im benachbarten Grimaud.

## Sehenswürdigkeiten
- Pfarrkirche von Sainte-Maxime
- Wehrturm Tour Carrée

## Städtepartnerschaften
Sainte-Maxime pflegt seit 1993 eine Partnerschaft mit der deutschen Gemeinde Neuenbürg in Baden-Württemberg. Eine weitere Partnerschaft besteht mit Bellport im Suffolk County im US-Bundesstaat New York.
Mit Anderlecht in der belgischen Region Brüssel-Hauptstadt verbindet Sainte-Maxime ein Freundschaftsvertrag.

## Galerie

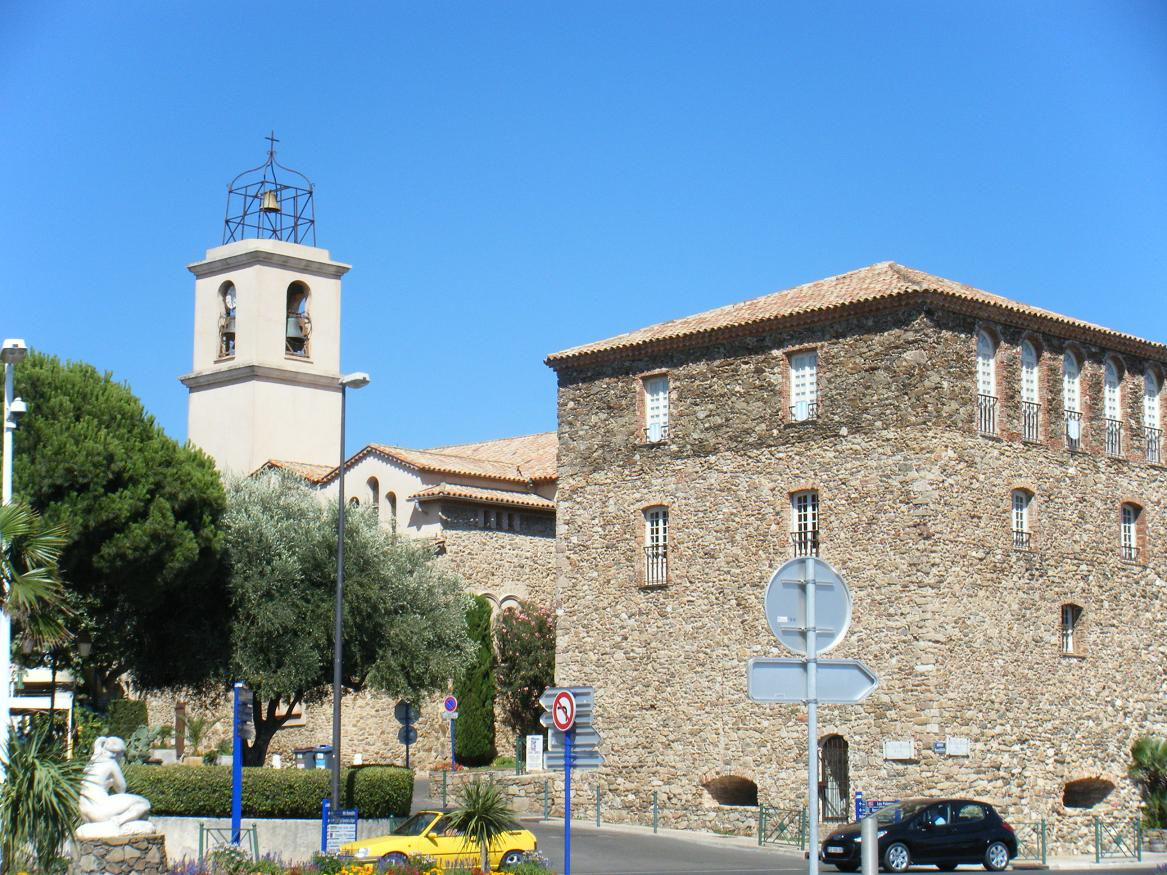
Tour Carrée (rechts) und Pfarrkirche von Sainte-Maxime (links)
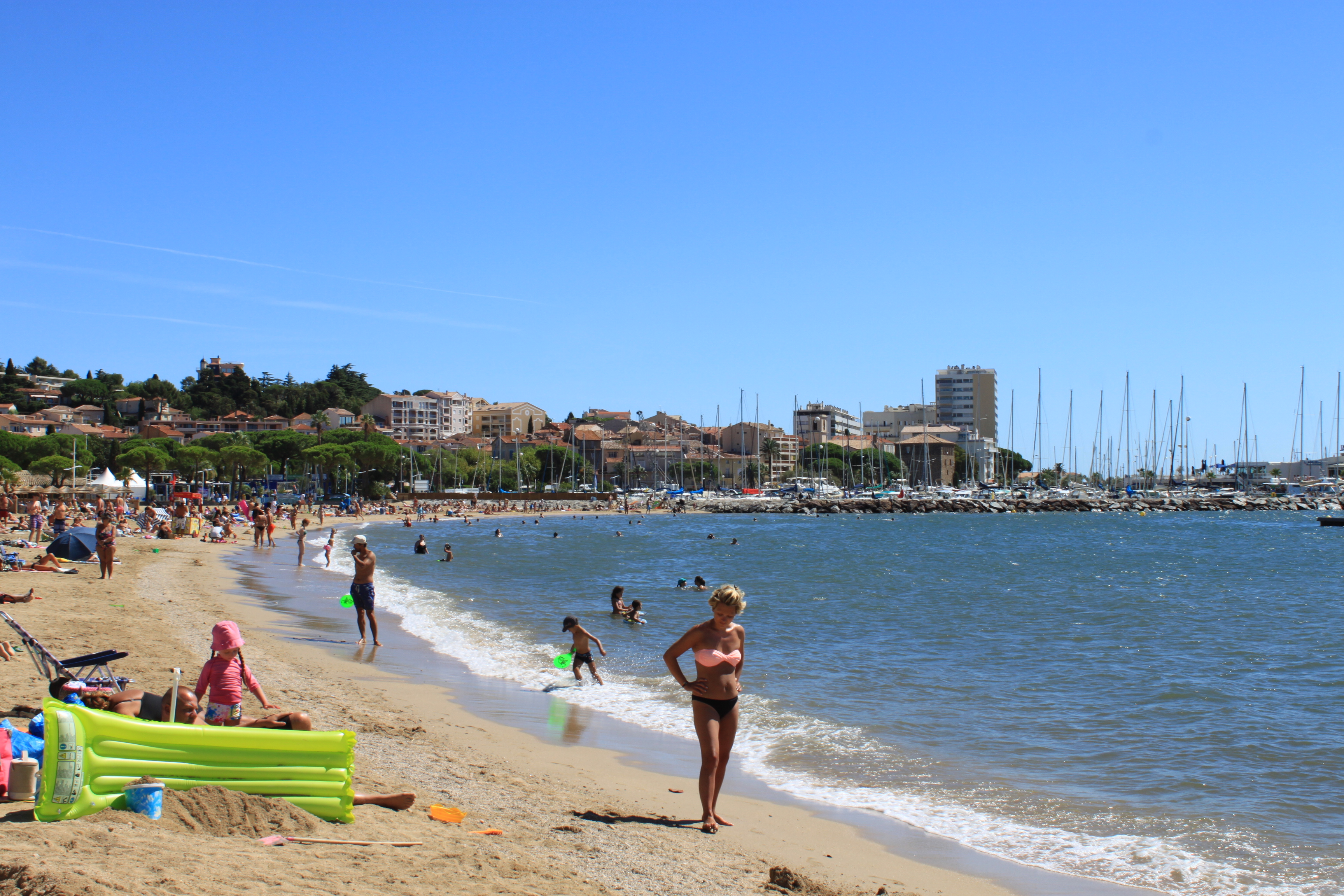
Strand mit Blick auf Ortszentrum und Hotels
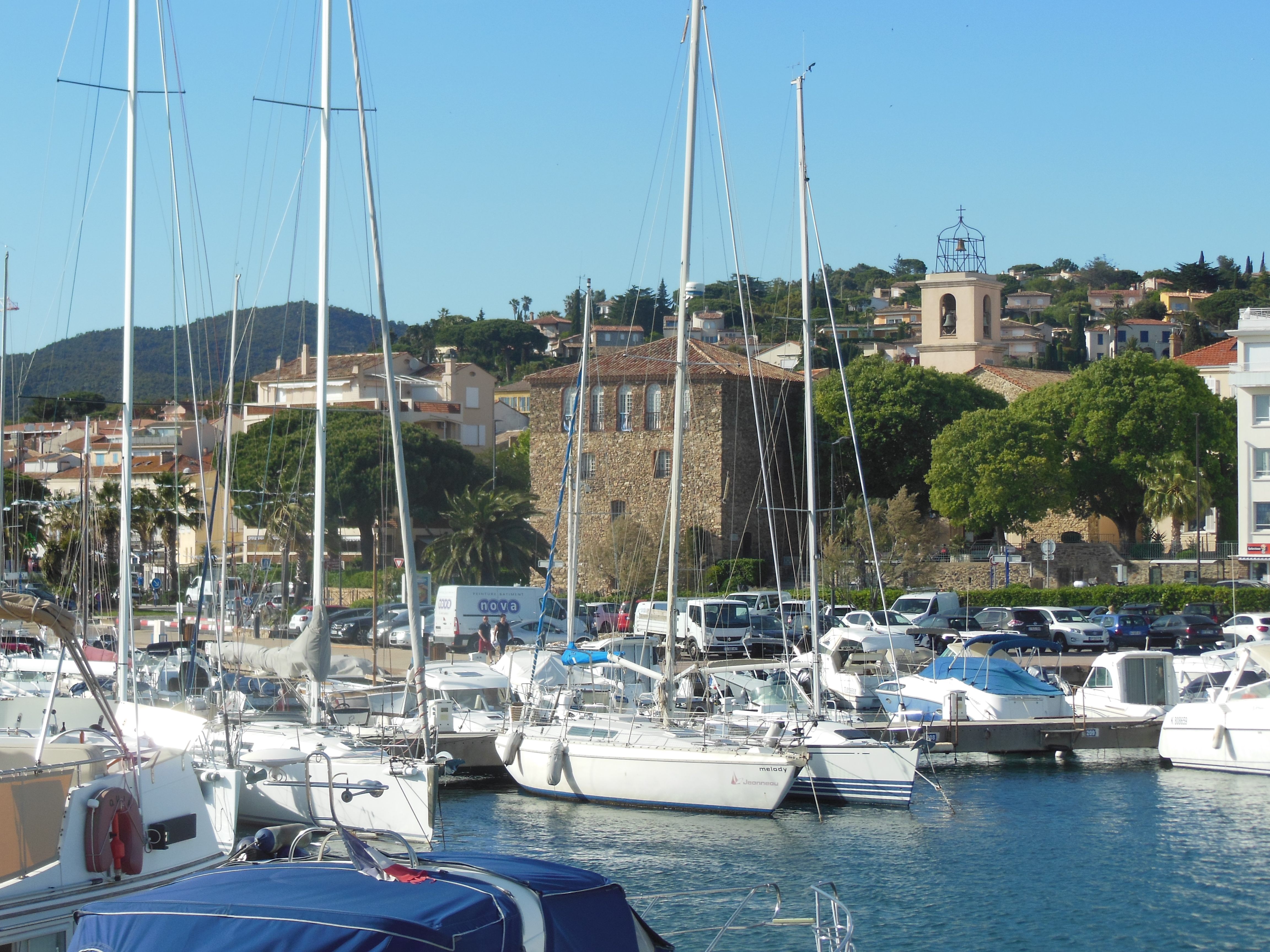
Yachthafen, hinten das historische Zentrum
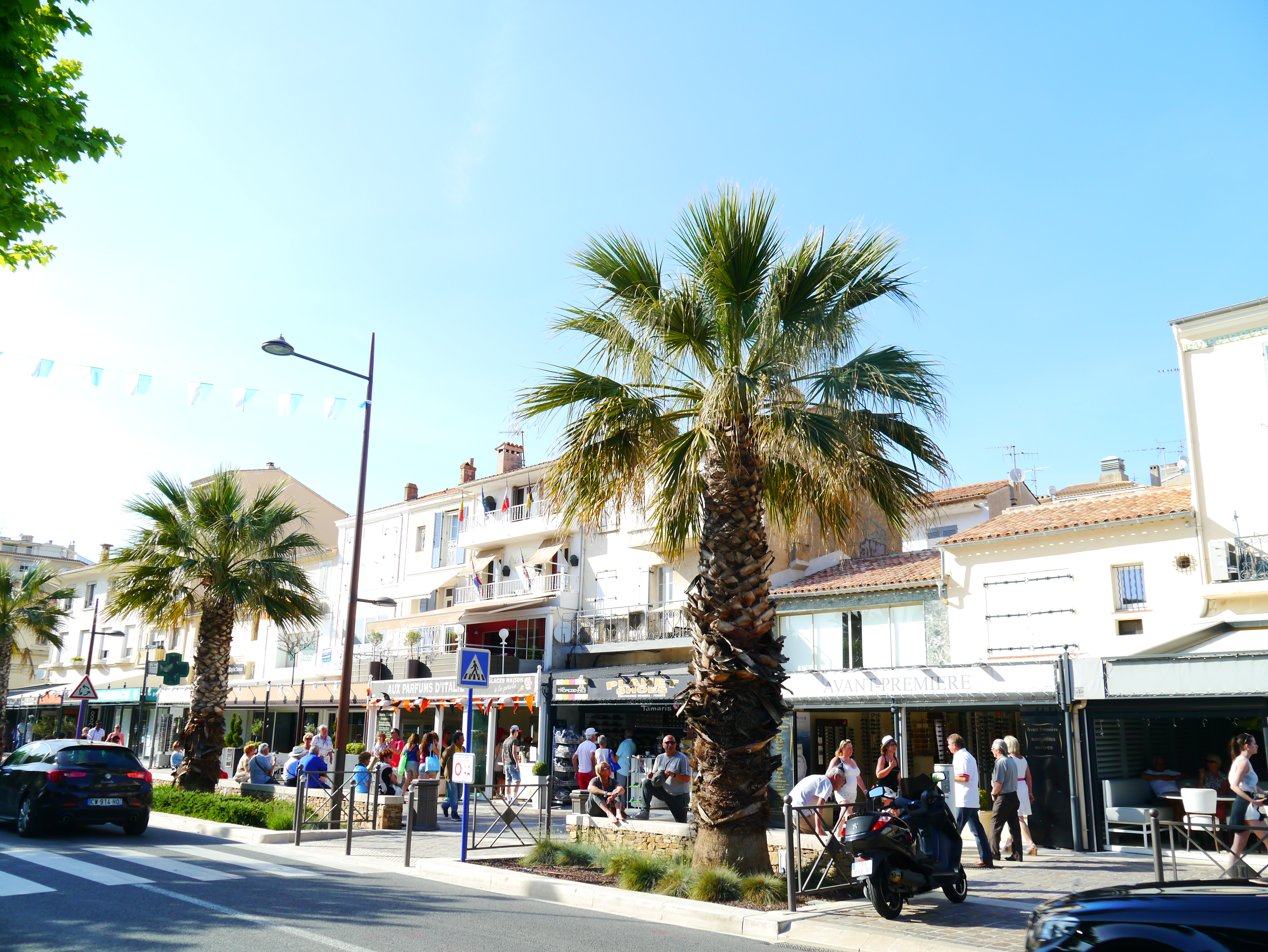
Uferpromenade